# Götz von Berlichingen
Gottfried «Götz» von Berlichingen de Hornberg (Jagsthausen, 15 de noviembre de 1480-Neckarzimmern, 23 de julio de 1562) fue un caballero imperial franconio, apodado «mano de hierro» por la prótesis que llevaba en lugar de la extremidad perdida en una batalla. El principal evento de su vida fue la participación en la guerra de los campesinos alemanes, en la cual luchó con los rebeldes en contra de su voluntad. Este conflicto sacudió el Sacro Imperio Romano Germánico entre los años 1524 y 1525. La autobiografía de Götz inspiró la obra de teatro Götz von Berlichingen escrita por Johann Wolfgang von Goethe en 1773, que en 1979 fue adaptada al cine.

## Infancia y juventud
Nacido en Alemania, Götz pertenecía a la casa de los Señores de Berlichingen y fue el último de los diez hijos de Kilian von Berlichingen de Jagsthausen y de Margaretha von Thüngen. Pasó su niñez en el castillo de Jagsthausen. A los 12 años vivió un lapso en casa de su pariente Kunz von Neuenstein y asistió a la escuela en Niedernhall en Kocher. En 1494 fue paje al servicio de su tío Konrad von Berlichingen, jefe de corte del margrave de Brandeburgo-Ansbach. Götz lo acompañó a numerosas campañas, entre otras a Worms en 1495 y a Lindau en 1497, donde Konrad pereció el 3 de febrero de 1497.
En las pascuas de 1497 Götz regresó a Ansbach, donde el margrave Federico V lo afectó al servicio del jefe de corte Hans Berlín. El joven Götz era reacio a someterse al protocolo de la corte y el margrave decidió enviarlo para su formación al caballero Veit Von Lentersheim. A partir de los 17 años consagró su vida a las armas, lo que le valió una indiscutible fama. Junto a Veit von Lentersheim y el margrave acompañó al emperador Maximiliano I de Habsburgo en 1497 en sus campañas contra los franceses para defender Borgoña, Lorena y Brabante. A su regreso se reintegró al servicio de la corte. En 1499 acompañó a Veit von Lentersheim en las guerra contra la vieja confederación helvética. Tras la derrota del emperador, Götz regresó a Jagsthausen.

## El tiempo de las guerras nobiliarias

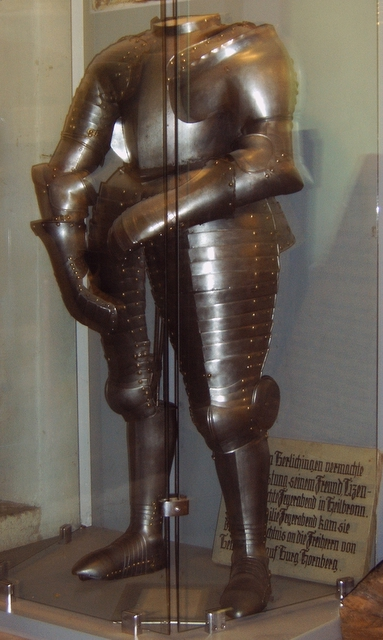
Armadura original de Götz von Berlichingen. Museo Burg Hornberg.

A pesar de que según algunos relatos Götz se habría consagrado, como caballero libre, a luchar solo por el emperador y a defender por igual todos los estamentos sociales, la realidad es que junto a su hermano Felipe se alió al caballero-bandido Talacker von Messenbach. Este ya había ganado una notoria reputación como salteador de caminos, como saqueador y organizador de pillajes. Cuando la Liga Suaba decidió actuar en contra de Talaker, Götz pudo regresar a su castillo en Sodenberg en el invierno del año 1501 gracias a la intermediación de su primo Neidhart von Thüngen.

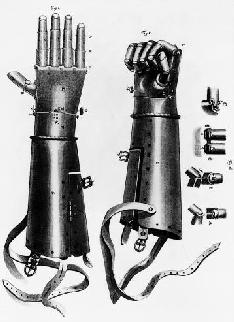
La "mano de hierro" de Götz von Berlichingen.

En 1502 participó voluntariamente en la guerra privada entre los margraves de Brandeburgo-Ansbach y de Núremberg. En la primavera de 1503, con su hermano Felipe, decidió aliarse nuevamente con Talacker, lo que provocó una nueva intervención de su primo Neidhart. Este lo convenció en 1504 para que se uniera al bando bávaro durante la guerra de sucesión entre Renania-Palatinado y Baviera por Landshut. Otros dos hermanos de Götz combatieron en la misma guerra del lado de los palatinos.
En dicha guerra, el 23 de junio de 1504 un tiro de cañón le arrancó la mano derecha. A raíz del incidente, Götz estuvo hospitalizado hasta los carnavales del año 1505. Tras su regreso a Jagsthausen, la mano perdida le fue reemplazada por un mecanismo de hierro, una especie de guante que partía desde el codo. Esa prótesis le valió el sobrenombre «aquel de la mano de hierro» (mit der eisernen Hand). La posición de los dedos podía fijarse con diez ruedas mecánicas. Este dispositivo le sirvió en su vida cotidiana, pero no podía manejar objetos muy pesados con él.

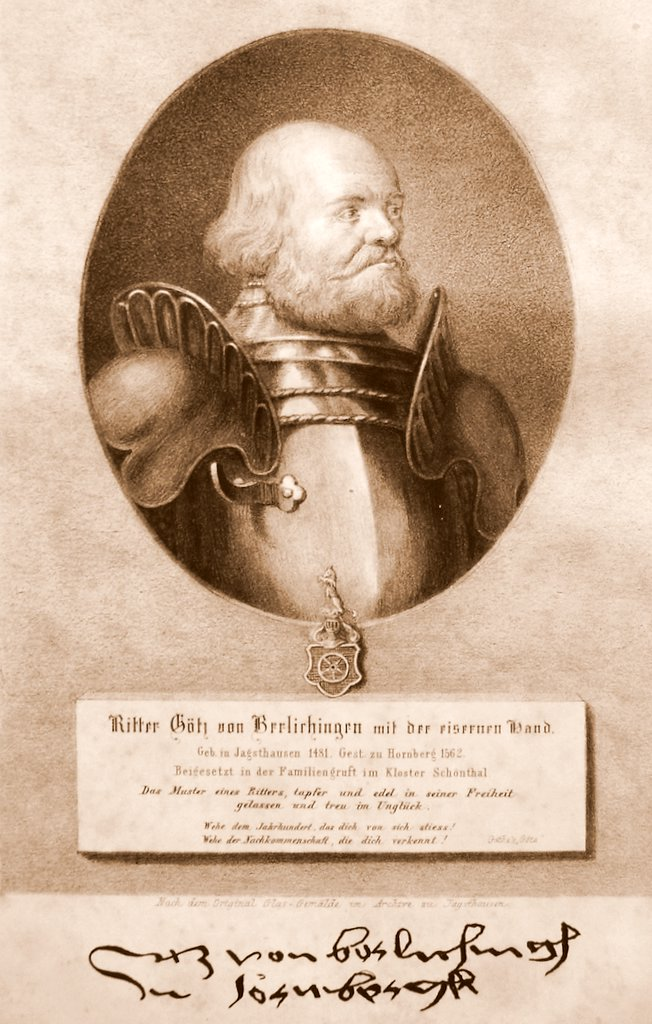
(Götz von Berlichingen y su firma).

En los años siguientes Götz participó en numerosas guerras privadas, las llamadas faidas (del alto alemán antiguo Fehida, alemán moderno Fehde). El propio Götz da cuenta de quince guerras por «cuenta propia» y de muchas otras para acudir en ayuda de señores amigos y de «buena gente». En esas gestas flameaba, por última vez, la caballería. No habituados a la vida pacífica, y celosos de la riqueza creciente de las ciudades y de los comerciantes, muchos caballeros esgrimían pretendidos derechos feudales para obtener dinero y botines por medio de la fuerza de las armas y de la extorsión. La protección de los oprimidos no era su mayor preocupación.
Una faida contra Colonia tuvo lugar entre 1508 y 1510 debido al rechazo de esta a pagar una suma para su protección. Otras fueron emprendidas en contra del obispo de Bamberg y de Núremberg. En esta última, Götz atacó con 150 caballeros el 18 de mayo de 1512 a 95 comerciantes de Núremberg, de Augsburgo, de Ulm y de otras ciudades, que se dirigían pacíficamente hacia una feria en Leipzig.
Con motivo de estas acciones, el emperador Maximiliano I de Habsburgo emitió el 5 de julio de 1512 una proscripción imperial contra Götz y sus socios. La venta simulada de las propiedades de Götz al conde Konrad «Cotz» Schott von Schottenstein no fue impedimento para que la orden del emperador le impidiese obtener créditos legalmente. A su vez, la Liga suaba le declaró en 1513 una guerra privada por los daños provocados a sus integrantes.
Tras largas negociaciones le fue levantada la proscripción a cambio del pago de 14.000 ducados. Poco tiempo después, una nueva faida tenía lugar, esta vez contra Alberto de Brandeburgo, y en el curso de la misma fue apresado por el conde Felipe von Waldeck y liberado más tarde tras el pago de un rescate de 8.900 ducados. Esto acarreó otra proscripción contra Götz el 11 de febrero de 1518.
Berlichingen también estuvo implicado en las aventuras de su amigo Franz von Sickingen: participó en la guerra privada de este último contra Worms. En 1516 le envió mercenarios y caballos para ayudarlo en su faida en contra del Duque de Lorena, y participó en la faida contra los serenísimos Margraves de Hesse y en la toma de Umstadt en 1518.
En el año 1519, cuando estalló la guerra entre la Liga de Suabia y el duque Ulrich von Wurtemberg, Götz tomó partido por este último; fue herido y apresado el 11 de mayo de 1519, probablemente por una traición. A «cuenta de pago», como relata el mismo Götz, la Liga suaba entregó al prisionero a la ciudad de Heilbronn.
Gracias a la mediación de Franz von Sickingen y Georg von Frundberg pudo cambiar su condición de prisionero en la torre conocida como Bollwerksturm (Heilbronn) por una «prisión caballeresca» en una pensión o posada (Gasthaus) en la montaña de Krone. Pero los esfuerzos de sus caballeros amigos por liberarlo no tuvieron éxito esta vez. Solo fue liberado en octubre de 1522 a cambio de un rescate de 2.000 ducados y de los costos de estadía. Volvió al castillo de Hornberg, donde permaneció hasta que la guerra de los campesinos alemanes interrumpió la paz en el año 1525.

## La animada compra de un castillo
El 13 de abril de 1517 Götz había comprado el castillo de Hornberg a su hasta entonces amigo y compañero de ruta de larga data, Konrad «Conz» Schott von Schottenstein. Pagó 4000 ducados al contado y se comprometió a pagar el saldo de 2500 ducados más intereses un año más tarde. Pero, en el ínterin, el duque del Palatinado le ofreció tomar a su cargo la faida que acababa de declarar contra Schott von Schottenstein, ofrecimiento este que Götz no vaciló en aceptar; pero esto no fue muy buen visto en los círculos de la caballería franca.
Götz escapó dos veces de ser tomado prisionero por Konrad; la primera vez fue con ocasión del pago de la última cuota de 2.500 ducados, que efectuaba con la intermediación de la esposa de Konrad, Dorothea von Absberg en Schweinfurt. Götz había sido advertido, y pudo huir por una de las puertas de la ciudad que no estaban custodiadas por los hombres de Konrad. En una segunda ocasión, casi fue hecho prisionero en el fallido intento de capturar él a su vez a Konrad.

## Götz como capitán de una banda de campesinos
Cuando la así llamada Banda Odenwälder dirigida por Georg Metzler pasó en su camino hacia Gundelsheim cerca del castillo de Götz, este fue obligado, como muchos de sus contemporáneos, a adherirse a la "Fraternidad cristiana de los campesinos" (24 de abril de 1525) y a ponerse a su disposición.
Como los campesinos no contaban con guerreros experimentados, obligaron a Götz a asumir la jefatura militar de la banda nombrándolo capitán de campaña de la misma. Esta confusa situación no permitía dilucidar si Götz era un capitán o más bien un prisionero.
En este nuevo rol, Götz ocupó desde Frauenberg hasta Wurzburgo, pero cuatro semanas después, en el curso de la misión encomendada contra el ejército de la Liga de Suabia, abandonó las líneas y regresó a su castillo argumentando que sólo se había comprometido a actuar como jefe durante cuatro semanas y que este plazo había expirado.
Al finalizar la guerra de los campesinos, Götz fue apresado. Se justificó frente al senescal Jorge III de Waldburg y la dieta de Espira de 1526 con el argumento que había asumido la conducción de la banda sólo para evitar daños mayores. La Cámara de la corte imperial Sacro Germánica (Reichskammergericht) lo declaró inocente el 17 de octubre de 1526. Sin embargo, todavía contaba con muchos enemigos en la Liga de Suabia y viejas cuentas a rendir. En su viaje de regreso fue interceptado el 7 de mayo de 1528 y sólo se le permitió proseguir cuando prometió bajo juramento presentarse en la Liga.
Desoyendo las advertencias de sus amigos, Götz cumplió con lo acordado y fue a Augsburgo. Inmediatamente fue hecho prisionero y alojado el 30 de noviembre de 1528 en la torre llamada Kreuz-Thorthurm. Solamente contra la solemne promesa (Urfehde) de renunciar a una nueva faida, fue liberado el 4 de marzo de 1530. También debió jurar que permanecería únicamente en su castillo y en los alrededores, que no montaría más a caballo y que no pasaría nunca más una noche fuera de su castillo. Además, tuvo que pagar a Alberto de Brandeburgo daños y perjuicios y una crecidísima multa de 25 000 ducados.

## Los últimos años
En 1540, el emperador Carlos V levantó la proscripción que todavía pesaba sobre el ya sexagenario Götz. Lo perdonó y lo colocó bajo su protección. Tal generosidad se explicaba por las dificultades que atravesaba el Imperio en su lucha contra los turcos y la necesidad de guerreros experimentados. Así, en un lapso de dos semanas llegó Götz a Viena acompañado de un centenar de caballeros movilizados por él. Permaneció allí unos dos meses, pero a causa del desfavorable curso de los acontecimientos fue autorizado a regresar cuando llegó el invierno.
Una vez más, tuvo que acompañar al emperador en una campaña contra los franceses. Pero cayó enfermo en las cercanías de Saint-Dizier (región del Ruhr) y, tras la rendición de la ciudad, se retiró hacia el interior. Una vez firmada la Paz de Crépy, regresó a Hornberg, donde pasó sus últimos años serenamente. Los grandes tiempos del «caballero de la mano de hierro» quedaron atrás. Falleció el 23 de julio de 1562 en el castillo de Hornberg a la avanzada edad de ochenta años. Sus restos reposan en la abadía de Schöntal.

## Familia, descendientes y obra
Götz von Berlichingen estuvo casado dos veces, primero con Dorothea von Sachsenheim y el 17 de noviembre de 1517, en segundas nupcias, con Dorothea Gailing von Illesheim. Vivió con su familia en el castillo de Hornberg situado en Neckarzimmern, que incluyó como parte de su nombre propio y de su linaje, firmando «von Berlichingen von Hornberg».
Götz tuvo tres hijas y siete hijos. Sus descendientes formaron la línea llamada Hornberg-Rossach que aún existía hacia 1900. Friedrich Wolfgang von Berlichingen-Rossach (1826-1887) escribió a su vez un libro titulado La historia del caballero de la mano de hierro Götz von Berlichingen y de su familia (Geschichte des Ritters Götz von Berlichingen mit der eisernen Hand und seiner Familie, Leipzig 1861, Verlag Brockhaus). La línea Berlichingen-Jagsthausen desciende de su hermano Hans von Berlichingen.
Götz escribió su autobiografía (Lebens-Beschreibung des Herrn Gözens von Berlichingen), que se imprimió póstuma mucho tiempo después y por vez primera en Núremberg (1731). Pese a contener descripciones algo burdas y muchas inexactitudes, refleja fielmente las costumbres de esa época, sobre todo en lo que concierne a los nobles.

## Posterioridad

### El drama de Goethe y los cánones de Mozart
El escritor alemán Goethe usó la autobiografía de Götz para escribir su conocida tragedia Götz von Berlichingen, pero alejándose de la realidad histórica y retratándolo como el clásico hombre del Sturm und Drang, guiado por las emociones y el instinto y deseoso de acción. Goethe también se inspiró en Shakespeare, pero en lugar de familias de la realeza que aparecen en la literatura del autor inglés el alemán retrató, en su juventud, personajes secundarios y opositores al poder oficial.
Es en el acto III de esta obra que el personaje principal dice la famosa línea «Er aber, sag's ihm, er kann mich im Arsche lecken!», lo que significa «Pero a él dile que me puede lamer el culo», en respuesta al obispo de Bamberg, quien demandaba su rendición. Esta ha sido la primera referencia registrada de una frase hoy de uso común: «Leck mich am Arsch!» (la traducción idiomática correcta sería «lámeme el culo» o «bésame el culo»), la cual es llamada eufemísticamente como la frase de Götz.
Es sobre la base de esta frase que el compositor Wolfgang Amadeus Mozart escribió dos cánones en 1782 con los nombres de Leck mich im Arsch y Leck mir den Arsch fein recht schön sauber.

### División de las Waffen-SS
Durante el Tercer Reich, en octubre de 1943 se fundó la 17.ª división de las Waffen-SS, apodada «Götz Von Berlichingen». Su emblema representaba una mano de hierro en referencia a la famosa prótesis de Götz. Dicha división actuó en el frente occidental y se disolvió el 6 de mayo de 1945.